# سید محمدرضا آیت‌اللهی
سید محمدرضا آیت‌اللهی وزیر معادن و فلزات در دوره دوم میرحسین موسوی بوده‌است. وی از نوادگان سید عبدالحسین لاری و فرزند فخر الاعلام آیت‌اللهی است.

## زندگی‌نامه
محمدرضا آیت‌اللهی در دوران انقلاب مردم ایران، به دفعات مورد تعقیب و دستگیری ساواک قرار گرفته و مدتی در کمیته مشترک ضد خرابکاری زیر شکنجه ساواک بود.

## تحصیلات
وی تحصیلات خود را علاوه بر کارشناسی ارشد مهندسی برق در رشته مدیریت تا مقطع کارشناسی ارشد مدیریت استراتژیک و دکترای مدیریت انرژی ادامه داد.

## سوابق و مسئولیت‌ها
محمدرضا آیت‌اللهی در دوران سازندگی، ۸ سال قائم مقام سازمان انرژی اتمی بود. در دولت اصلاحات استاندار تهران بود و ریاست سازمان ثبت احوال کشور را نیز بمدت بیش از ۸ سال به عهده داشت و «تحول ثبت وقایع حیاتی» از جمله صدور «کارت شناسائی ملی» در دوره تصدی وی صورت گرفت.
وی همکاری مستمر با "ستاد اقامه نماز"، "بنیاد مهدی"، "جمعیت دفاع از مردم فلسطین " و … داشته‌است و همچنین در دولت حسن روحانی مدتی مدیرعامل شرکت سرمایه‌گذاری تأمین اجتماعی ایران بود.